# Larvik
Larvik es una ciudad y municipio de la provincia de Vestfold, Noruega. Tiene una población de 43 506 habitantes según el censo de 2015. Larvik tiene conexiones de ferry a Hirtshals, Dinamarca.

## Etimología
La forma del nombre en nórdico antiguo fue Lagarvík. El primer elemento es el caso genitivo de lǫgr, que significa «agua», «río» —hoy llamado Numedalslågen—, y el último elemento es vík, que significa «cala». El significado, por tanto, es «la cala en la desembocadura del Numedalslågen». Antes de 1889, el nombre se escribía Laurvik o Laurvig.

## Escudo de armas
El escudo de armas es de tiempos recientes, y se le concedió en 1989. Es de color azul con un mástil de color plateado con tres velas para representar las tradiciones marítimas del municipio.

## Deporte
La ciudad es la sede de uno de los equipos de balonmano femenino más importantes de Europa, el Larvik HK. Después el año 2015, el club deportivo hace retos financias y creó un nuevo camino utilizando jugadores juveniles. En a partir de la temporada 2021/2022 cuentan con jugadores locales y algunos jugadores experimentados. La alineación de los equipos está aquí: 

## Puntos de interés

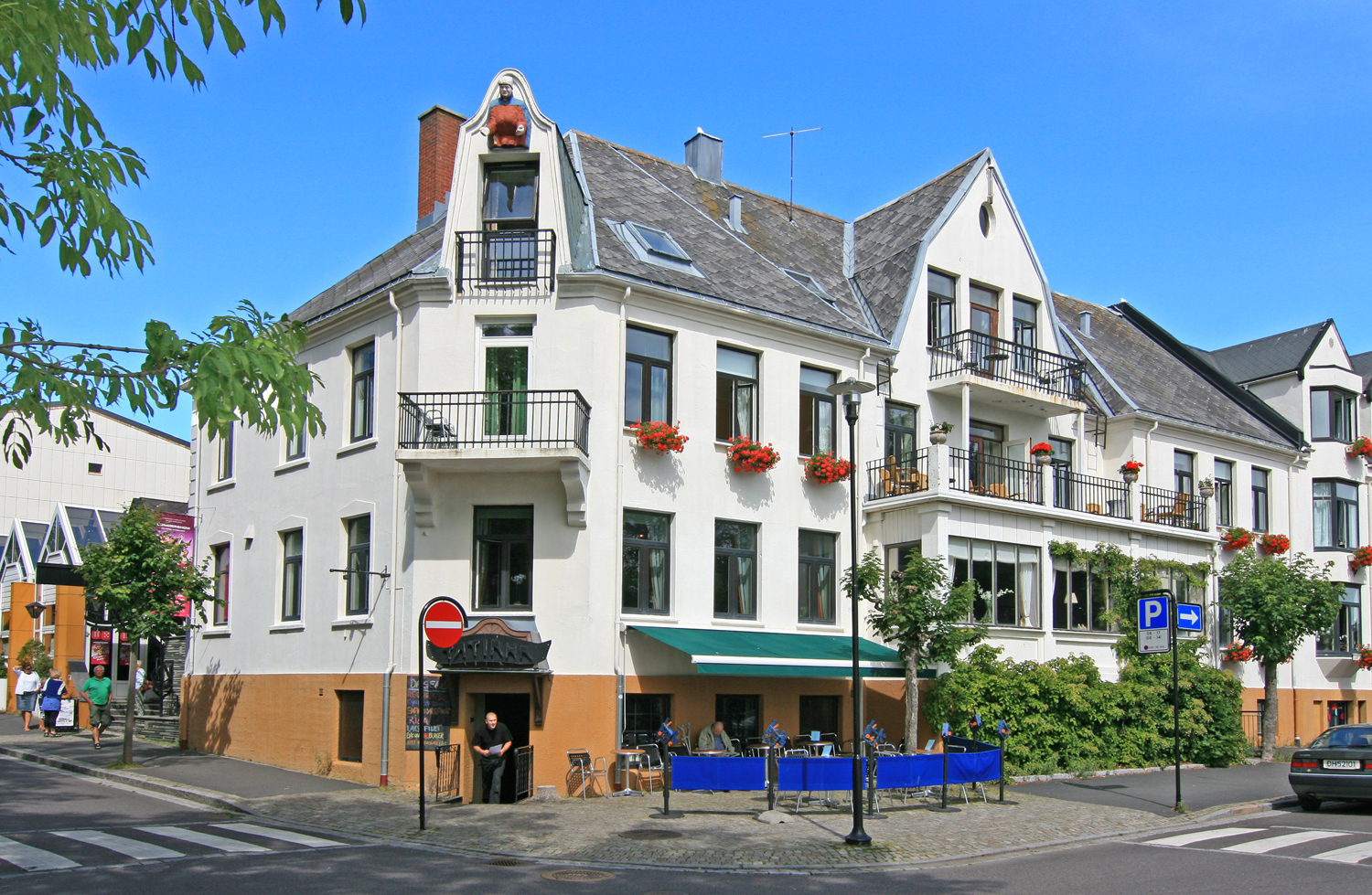
Stavern es una comunidad turística de verano.

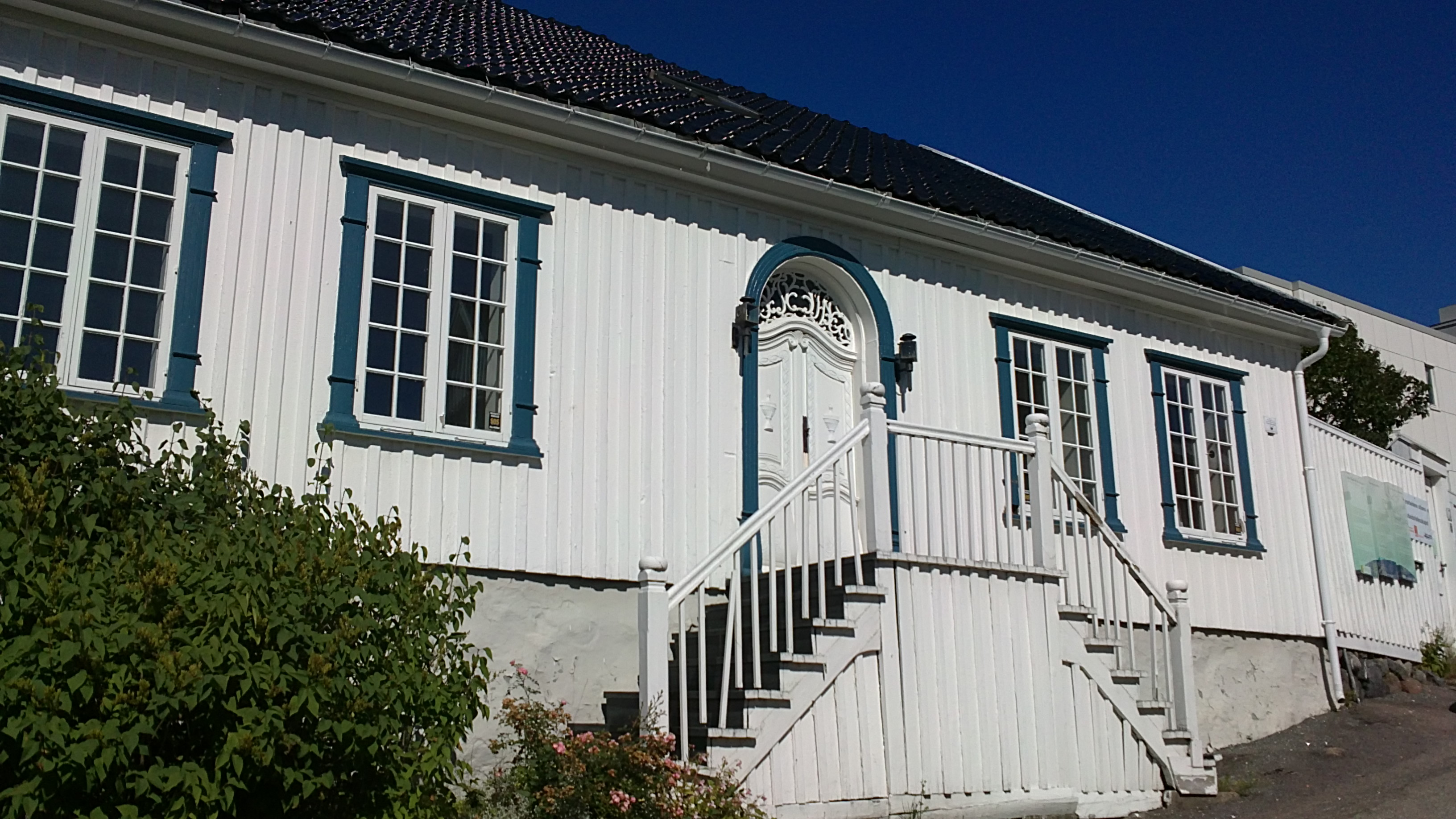
Casa de la infancia de Thor Heyerdahl.

Entre los puntos de interés más destacados se encuentran:
- Istrehågan, antiguo cementerio en la frontera entre Larvik y Sandefjord
- Bøkeskogen, el mayor bosque de hayas de Noruega y el más septentrional del mundo.[5][6]
- Museo Marítimo de Larvik, museo dedicado a la historia náutica de Larvik. Alberga varias maquetas de Colin Archer, y tiene su propia exposición dedicada a Thor Heyerdahl.[7]
- Helgeroa y Nevlunghavn, pueblos costeros adyacentes.
- Kaupang en Skiringssal, restos de la ciudad más antigua de los Nordic descubierta hasta ahora.[8]
- Mølen, primer Geoparque Global de la UNESCO en los países nórdicos. Alberga 230 cairns que datan de la Edad de Hierro.[9]
- Lago Farris, lago más grande de Condado de Vestfold.[10][11]
- Stavern, pueblo costero y antigua sede de la principal base naval de Noruega en Fredriksvern
  - Hall of Remembrance, el mayor monumento del condado de Vestfold.[12]
  - Isla de la Ciudadela, fuerte que cobró importancia durante la Guerra Nórdica de 1709-1720.[13]
- Farris Bad, construido junto a la mejor playa de arena de Larvik, Farris Bad es nombrado entre los mejores balnearios de Europa por Lonely Planet Publications.[14]
- El monumento a Nesjar, situado en Helgeroa, realizado en el 1000 aniversario por la Batalla de Nesjar. Inaugurado por primera vez el 29 de julio de 2016.
- Herregården, erigido en 1677 y reconocido como una de las mejores estructuras barrocas seculares de Noruega.[7]
- Iglesia de Larvik, erigida en 1877 y situada en Tollerodden. Famosa por sus pinturas.[15]
- Casa de la infancia de Thor Heyerdahl, situada en Steingata 7 en Larvik propiamente dicho.
- Goksjø]], tercer lago más grande del condado de Vestfold, situado en la frontera entre Sandefjord y Larvik. Se utiliza para nadar, pescar, hacer kayak, patinar sobre hielo y esquiar.